# Philippe Avril (Jesuit)
Philippe Avril (* 1654 in Angoulême; † 1698 bei Formosa) war ein französischer Jesuit und Asienreisender. Er gehörte einer französischen Gesandtschaft in Russland an und veröffentlichte Reiseberichte.

## Leben
Avril wurde Jesuit und gehörte im Jahr 1689 einer Gesandtschaft des französischen Königs an, die sich in Moskau um das Recht eines freien Transithandels nach Sibirien und China bemühte. Hintergrund waren französische Bemühungen, stärker in Konkurrenz zu englischen und niederländischen Händlern zu treten und eine Handelsgesellschaft Compagnie du Commerce du Nord zu gründen.
Diese Bemühungen Frankreichs legte Avril in einem Reisebericht dar. Seine Beschreibung Moskaus gilt als einer der bedeutendsten französischen Berichte zu Russland im 17. Jahrhundert.
Avril starb 1698 bei einem Schiffbruch vor Formosa.

## Werke
- Voyage en divers états d‘Europe et d‘Asie Enterprise pour découvrir un nouveau chemin a la Chine, 1692 (auf Deutsch im Jahr 1705)